# 울지 않으리
"울지 않으리"는 1974년에 개봉한 대한민국의 영화이다.

## 캐스팅
- 이승현
- 김영숙
- 박지훈
- 황해
- 김진규
- 문정숙
- 윤양하
- 독고성
- 이일웅
- 김운하
- 김민정
- 윤화영
- 송미남
- 추석양
- 장정국
- 이예민
- 장훈
- 양일민
- 이기영
- 박종설
- 오세창
- 박기택
- 주상호
- 임혜림
- 주일몽
- 김기범
- 채훈
- 박병기
- 이영호
- 마도식
- 조영준
- 박광진
- 신찬일
- 신동욱
- 김지영
- 석인수
- 권일정
- 김신명
- 최민규
- 이석구
- 유성열
- 김광일
- 우수근
- 오세우
- 이성호
- 김우석
- 배근성
- 이충휘
- 조창조
- 정진택
- 신영선
- 김미경
- 이상빈
- 방영애
- 정희섭
- 김상현
- 백남성
- 민수홍
- 곽동식
- 김신명
- 이영옥